# Arctiini
De Arctiini zijn een geslachtengroep van vlinders uit de onderfamilie beervlinders (Arctiinae) van de spinneruilen (Erebidae).

## Subtribus
- Arctiina
- Callimorphina
- Ctenuchina
- Euchromiina
- Pericopina
- Phaegopterina
- Spilosomatina
- Spilosomina